# Sylvain Mangeant
Sylvain Mangeant (1829 - 1889) fou un compositor i director d'orquestra francès del segle xix.
Ingressà molt jove al Conservatori de París, i en aquest aconseguí un accèssit de violí en el concurs de 1847. Dirigí l'orquestra de diversos teatres de París i Sant Petersburg.
Com a compositor se li deuen les operetes: Recherche de l'inconnu, Tu ne l'auras pas, Nicolas, i Danae etsa bonne, totes en un acte, el mateix que la titulada La poularde de Caux, que va escriure en col·laboració, i la cantata La Savoie française, que va compondre amb motiu de l'annexió del comtat de Niça i de la Savoia a França: aquesta cantata fou executada en el teatre del Palais-Royal de París el 14 de juny de 1860.